# Église de Bethléem (Stockholm)
L'Église de Bethléem (suédois : Betlehemskyrkan) est l'église de la Mission Évangélique Suédoise (en) à Stockholm, en Suède. L'église est consacrée sous le nom d' Engelska kapellet (« la chapelle anglaise ») en octobre 1840; il s'agit alors de première église libre (en) de Suède. Elle est alors située près de Hötorget à Norrmalm, où se trouvent aujourd'hui les deuxième et troisième immeubles de Hötorget ; reprise en 1856 par la Mission évangélique suédoise dans le cadre de la fondation de l'organisation.
L'église est démolie en 1953 lors du réaménagement de Norrmalm. La mission évangélique consacre une nouvelle église en 1956 situé sur Luntmakargatan, dans le quartier de Vasastan.

## Première église de Bethléem sur Sergelgatan

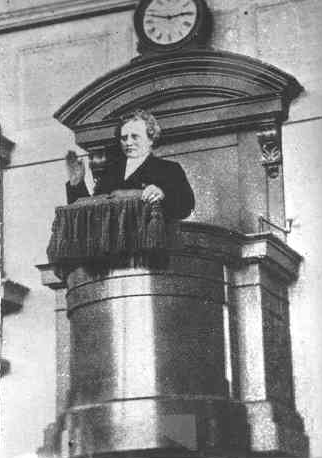
Carl Olof Rosenius prêchant dans l'église de Bethléem

Le pasteur George Scott (en) est envoyé à Stockholm en 1830, à la demande de l'industriel Samuel Owen (en) de la société méthodiste wesleyenne d'Angleterre. Il prêche dans un belvédère à Västra Trädgårdsgatan, fourni par Carl De Geer (sv). La foule grandit et de généreux dons affluent d'Angleterre et d'Amérique du Nord : Scott réussit à réunir plus de 2000 livres en 1837 permettant la construction de l' Engelska kapellet (« Chapelle anglaise »). Érigée en 1838-1840 dans ce qui était alors le bloc Putten à la jonction d'Östra Beridarebansgatan et de Grytgjutaregatan (plus tard Sergelgatan (sv) et Jakobsbergsgatan (sv) ), il s'agit du premier bâtiment d'une église libre du pays. Elle est consacrée les 24 et 25 octobre 1840, par Johan Henrik Thomander et Pehr Brandell comme co-officiants. Les plans sont conçus par l'architecte écossais Robert Blackwood et basés sur des plans anglais pour une petite chapelle méthodiste, qui après un rejet initial du bureau du surintendant, sont modifiés par le surintendant Fredrik Blom (en). L'église est rectangulaire, de 11 mètres de haut, sur deux étages, avec une grande galerie et un pignon donnant sur Beridarebansgatan (sv), et pouvait accueillir au moins 1 100 personnes. L'intérieur est une grande salle de réunion sans autel  (en effet la communion n'était pas célébrée dans le bâtiment).

Scott a cependant du mal à obtenir l'approbation du public et des tentatives sont faites pour le ridiculiser, lui et son plaidoyer en faveur de la tempérance. On apprit que lors d'une visite en Amérique du Nord, il avait dressé un portrait négatif des Suédois : l'hostilité se déclenche avec des attaques de la part des journaux et du clergé. Le dimanche des Rameaux du 20 mars 1842, une foule prit d'assaut l'église et Scott est contraint de fuir. Les autorités interdisent à Scott de prêcher et ferment l'église. 

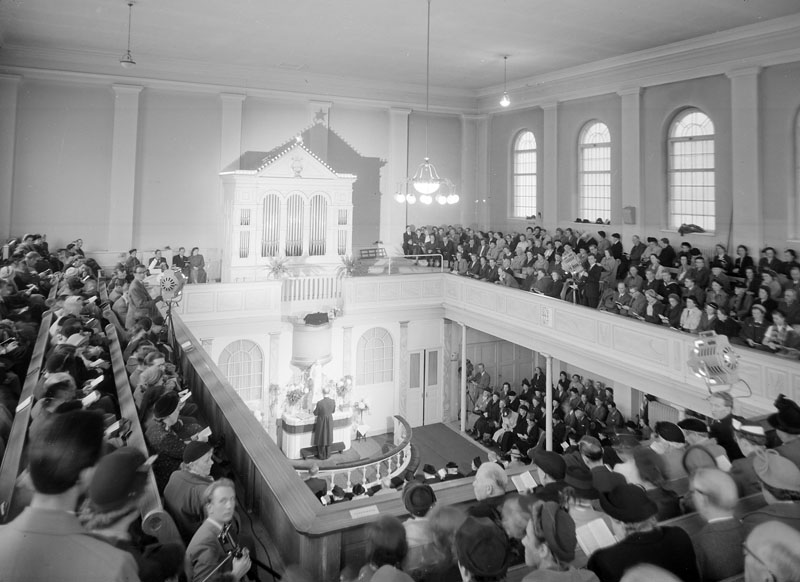
Le dernier service à Sergelgatan, 1953, photographié par Lennart af Petersens, (1913-2004). Musée de la ville de Stockholm.

Elle reste fermée jusqu'en 1851, année où Petrus Magnus Elmblad (sv)  reçoit la permission d'y donner des cours bibliques. En 1856, Elmblad, Gustaf Fredrik Liljencrantz (sv) et Carl Olof Rosenius fondent la Fosterländska stiftelsen för Evangelii befrämjande (plus tard la Mission Évangélique Suédoise (en)). L'église est achetée en 1857 et nommée Betlehemskyrkan . Rosenius est prédicateur de l'Église de 1857 à 1867 et impacte grandement le développement religieux de la Suède au cours du XIXe siècle.
Le plan de réaménagement de Norrmalm prévoit la démolition de l'église pour construire y la nouvelle Hötorgscity (sv). Malgré la défense de sa préservation par de nombreuses personnalités culturelles, d'architectes et du Conseil pour la Beauté de Stockholm (en) plaidant en faveur de la sauvegarde de l'église et de la maison Sergel adjacente, le dernier service religieux a lieu le 11 octobre 1953 et le bâtiment est démoli la même année.
Certains éléments de l'église seront réutilisés dans la Stuvstakyrkan construite en 1954 à Stuvsta à Huddinge.

## Seconde Église de Bethléem sur Luntmakargatan
Le 2 décembre 1956, la nouvelle église pour la mission évangélique, au croisement de Luntmakargatan (sv) et Rehnsgatan, est consacrée. Elle est construite selon les plans de l'architecte Rolf Hagstrand (sv) avec sol et escaliers en marbre blanc. La nouvelle église peut accueillir environ 400 personnes et dispose d'un orgue de 35 jeux, trois claviers et un positif, construit par Starup & Søn à Copenhague. La tapisserie d'autel Den heliga staden (« la Ville Sainte ») a été créée par Sofia Widén (sv). La chaire de l'ancienne église de Sergelgatan est toujours utilisée aujourd'hui. L'église organise des services hebdomadaires en suédois et en tigrina.